# Championnat d'Australie de football
Cet article traite uniquement de la compétition masculine. Pour la compétition féminine, voir Championnat d'Australie féminin de football.
Pour les articles homonymes, voir A-League (homonymie).
Le championnat d'Australie de football (A-League Men) a été créé en 1977 sous le nom de National Soccer League. Il s'est interrompu dans sa forme ancienne en 2004 pour laisser la place depuis 2005 à la A-League, un championnat professionnel comptant des équipes australiennes et néozélandaises mais toujours géré par la fédération australienne. Le mot « Men » a été ajouté au nom de la ligue en 2021 lorsque les ligues australiennes masculines, féminines et juvéniles ont été regroupées sous une structure unifiée.

## Histoire

### Organisation
La A-League est un championnat de football géré par la Fédération d'Australie de football. Il a été créé en 2005 et est fondé sur un système de franchises professionnelles sans montées ni descentes. Il n'existe pas de divisions inférieures à l'échelle de toute l'Australie mais différentes ligues dans les différents États de l'Australie, connaissant parfois elles-mêmes des divisions inférieures.

### Historique
Le coup d'envoi de la première saison (2005/06) eut lieu le 26 août 2005. Le football a eu une histoire plutôt troublée en Australie, et n'est pas traditionnellement un sport majeur dans le pays. Après la dernière saison de la National Soccer League, l'ancienne compétition, la fédération d'Australie de football a décidé de créer une nouvelle compétition à huit clubs, afin de redonner des couleurs au football dans le pays. Huit villes se virent octroyer une franchise professionnelle : sept en Australie, Sydney, Perth, Brisbane, Melbourne, Adelaide, Newcastle et Gosford, et une en Nouvelle-Zélande, Auckland. Le nombre de spectateurs moyen dans les stades australiens pour la première saison de la «A-League» fut de 10 861.
La ligue a attiré le soutien de plusieurs grandes entreprises, dont Hyundai (sponsor principal), et elle est diffusée à la télévision sur la chaîne Fox Sports. Reebok a fourni tout l'équipement pour chacune des équipes. Une campagne de publicité fut également lancée au début de la première saison de la «A-League», comprenant un spot télévisé orienté vers les jeunes, avec la devise «Football, but not as you know it» (Le foot, comme vous ne l'avez jamais vu).
Les deux premiers vainqueurs furent Sydney FC (2005-06) et Melbourne Victory (2006-07). À l'issue de la deuxième saison, les New Zealand Knights se sont vu retirer leur licence par la ligue. En raison de faibles résultats sportifs (deux fois derniers) et d'un public peu nombreux, ils ont été dissous et ont été remplacés par une nouvelle franchise néo-zélandaise, les Wellington Phoenix lors la saison 2007-08.

### Ligue des champions de l'AFC
Depuis 2007, les 2 meilleures équipes de la saison précédente de A-League participent à la ligue des champions asiatique.

### A-League National Youth League
La A-League Youth (anciennement A-League National Youth League) est une ligue de jeunes constituée de 3 championnats dans 3 catégories d'âge différentes : moins de 17 ans, moins de 20 ans et moins de 23 ans. Pour la saison 2008/2009, cette ligue ne comptait que 7 équipes soit une pour chaque équipe de A-League à l'exception des Wellington Phoenix.

## Les clubs de l'édition 2022-2023

### Carte
| \| Adelaide United Brisbane Roar Central Coast Mariners Macarthur FC Melbourne City Melbourne Victory Newcastle Jets Perth Glory Sydney FC WS Wanderers Western United FC \| Les onze clubs australiens de l'édition 2024-2025. |
| Adelaide United Brisbane Roar Central Coast Mariners Macarthur FC Melbourne City Melbourne Victory Newcastle Jets Perth Glory Sydney FC WS Wanderers Western United FC                                                          |

| \| Auckland FC Wellington Phoenix \| Les deux clubs néo-zélandais de l'édition 2024-2025. |
| Auckland FC Wellington Phoenix                                                            |

| Club                   | Ville      | État                   | Entraîneur         | Stade                   | Capacité |
| ---------------------- | ---------- | ---------------------- | ------------------ | ----------------------- | -------- |
| Adélaide United        | Adélaïde   | Australie-Méridionale  | Carl Veart         | Hindmarsh Stadium       | 17 000   |
| Auckland FC            | Auckland   | Nouvelle-Zélande       | Steve Corica       | Mount Smart Stadium     | 25 000   |
| Brisbane Roar          | Brisbane   | Queensland             | Ruben Zadkovich    | Suncorp Stadium         | 52 000   |
| Central Coast Mariners | Gosford    | Nouvelle-Galles du Sud | Mark Jackson       | Central Coast Stadium   | 20 059   |
| Macarthur FC           | Sydney     | Nouvelle-Galles du Sud | Mile Sterjovski    | Stade Campbelltown      | 20 000   |
| Melbourne City         | Melbourne  | Victoria               | Aurelio Vidmar     | AAMI Park               | 30 050   |
| Melbourne Victory      | Melbourne  | Victoria               | Leigh Broxham      | AAMI Park               | 30 050   |
| Newcastle Jets         | Newcastle  | Nouvelle-Galles du Sud | Ray Baartz         | Hunter Stadium          | 26 126   |
| Perth Glory            | Perth      | Australie-Occidentale  | David Zdrilic      | Perth Oval              | 20 500   |
| Sydney FC              | Sydney     | Nouvelle-Galles du Sud | Ufuk Talay         | Sydney Football Stadium | 42 500   |
| Wellington Phoenix     | Wellington | Nouvelle-Zélande       | Giancarlo Italiano | Sky Stadium             | 34 500   |
| Western Sydney         | Sydney     | Nouvelle-Galles du Sud | Alen Stajcic       | Bankwest Stadium        | 30 000   |
| Western United         | Melbourne  | Victoria               | John Aloisi        | Kardinia Park           | 36 000   |

## Palmarès et statistiques

### Palmarès de l'A-League
| Année     | Vainqueur                  | Finaliste                | Score                | Lieu de la finale                 | Saison régulière         | Bilan V-N-D |
| --------- | -------------------------- | ------------------------ | -------------------- | --------------------------------- | ------------------------ | ----------- |
| 2005-2006 | Sydney FC                  | Central Coast Mariners   | 1-0                  | Aussie Stadium, Sydney            | Adélaïde United          | 13-4-4      |
| 2006-2007 | Melbourne Victory          | Adélaïde United          | 6-0                  | Telstra Dome, Melbourne           | Melbourne Victory        | 14-3-4      |
| 2007-2008 | Newcastle United Jets      | Central Coast Mariners   | 1-0                  | Sydney Football Stadium, Sydney   | Central Coast Mariners   | 10-4-7      |
| 2008-2009 | Melbourne Victory (2)      | Adélaïde United          | 1-0                  | Telstra Dome, Melbourne           | Melbourne Victory        | 12-2-7      |
| 2009-2010 | Sydney FC (2)              | Melbourne Victory        | 1-1 a.p. (4-2 t.a.b) | Etihad Stadium, Melbourne         | Sydney FC                | 15-3-9      |
| 2010-2011 | Brisbane Roar              | Central Coast Mariners   | 2-2 a.p. (4-2 t.a.b) | Suncorp Stadium, Brisbane         | Brisbane Roar            | 18-11-1     |
| 2011-2012 | Brisbane Roar (2)          | Perth Glory              | 2-1                  | Suncorp Stadium, Brisbane         | Central Coast Mariners   | 15-6-6      |
| 2012-2013 | Central Coast Mariners     | Western Sydney Wanderers | 2-0                  | Sydney Football Stadium, Sydney   | Western Sydney Wanderers | 18-3-6      |
| 2013-2014 | Brisbane Roar (3)          | Western Sydney Wanderers | 2-1                  | Suncorp Stadium, Brisbane         | Western Sydney Wanderers | 16-4-7      |
| 2014-2015 | Melbourne Victory (3)      | Sydney FC                | 3-0                  | AAMI Park, Melbourne              | Melbourne Victory        | 15-8-4      |
| 2015-2016 | Adélaïde United            | Western Sydney Wanderers | 3-1                  | Hindmarsh Stadium, Adélaïde       | Western Sydney Wanderers | 14-7-6      |
| 2016-2017 | Sydney FC (3)              | Melbourne Victory        | 1-1 a.p. (4-2 t.a.b) | Sydney Football Stadium, Sydney   | Sydney FC                | 20-6-1      |
| 2017-2018 | Melbourne Victory (4)      | Newcastle United Jets    | 1-0                  | McDonald Jones Stadium, Newcastle | Sydney FC                | 20-4-3      |
| 2018-2019 | Sydney FC (4)              | Perth Glory              | 0-0a.p. (4-1 t.a.b)  | Optus Stadium, Perth              | Perth Glory              | 18-6-3      |
| 2019-2020 | Sydney FC (5)              | Melbourne City           | 1-0 a.p.             | Bankwest Stadium, Parramatta      | Sydney FC                | 18-5-5      |
| 2020-2021 | Melbourne City             | Sydney FC                | 3-1                  | AAMI Park, Melbourne              | Melbourne City           | 15-4-7      |
| 2021-2022 | Western United             | Melbourne City           | 2-0                  | AAMI Park, Melbourne              | Melbourne City           | 14-7-5      |
| 2022-2023 | Central Coast Mariners (2) | Melbourne City           | 6-1                  | Western Sydney Stadium, Sydney    | Melbourne City           | 16-7-3      |
| 2023-2024 | Central Coast Mariners (3) | Melbourne Victory        | 3-1 ap               | Central Coast Stadium, Gosford    | Central Coast Mariners   | 17-4-6      |
| 2024-2025 | Melbourne City (2)         | Melbourne Victory        | 1-0                  | AAMI Park, Melbourne              | Auckland FC              | 15-8-3      |

### Bilan
| Rang | Club                     | Titres | Finalistes |
| ---- | ------------------------ | ------ | ---------- |
| 1    | Sydney FC                | 5      | 2          |
| 2    | Melbourne Victory        | 4      | 3          |
| 3    | Central Coast Mariners   | 3      | 3          |
| 4    | Brisbane Roar            | 3      | 0          |
| 5    | Melbourne City           | 2      | 3          |
| 6    | Adélaïde United          | 1      | 2          |
| 7    | Newcastle United Jets    | 1      | 1          |
| 8    | Western United FC        | 1      | 0          |
| 9    | Western Sydney Wanderers | 0      | 3          |
| 10   | Perth Glory              | 0      | 2          |

### Meilleurs buteurs
| Année     | Meilleur buteur                                               | Club                                                                 | Buts |
| --------- | ------------------------------------------------------------- | -------------------------------------------------------------------- | ---- |
| 2005-2006 | Alex Brosque Bobby Despotovski Stewart Petrie Archie Thompson | Queensland Roar Perth Glory Central Coast Mariners Melbourne Victory | 8    |
| 2006-2007 | Danny Allsopp                                                 | Melbourne Victory (2)                                                | 11   |
| 2007-2008 | Joel Griffiths                                                | Newcastle United Jets                                                | 12   |
| 2008-2009 | Shane Smeltz                                                  | Wellington Phoenix                                                   | 12   |
| 2009-2010 | Shane Smeltz (2)                                              | Gold Coast United                                                    | 19   |
| 2010-2011 | Sergio van Dijk                                               | Adélaïde United                                                      | 16   |
| 2011-2012 | Besart Berisha                                                | Brisbane Roar (2)                                                    | 19   |
| 2012-2013 | Daniel McBreen                                                | Central Coast Mariners (2)                                           | 17   |
| 2013-2014 | Adam Taggart                                                  | Newcastle United Jets (2)                                            | 16   |
| 2014-2015 | Marc Janko                                                    | Sydney FC                                                            | 16   |
| 2015-2016 | Bruno Fornaroli                                               | Melbourne City                                                       | 25   |
| 2016-2017 | Besart Berisha                                                | Melbourne Victory                                                    | 21   |
| 2017-2018 | Bobô                                                          | Sydney FC                                                            | 27   |
| 2018-2019 | Roy Krishna                                                   | Wellington Phoenix                                                   | 18   |
| 2019-2020 | Jamie Maclaren                                                | Melbourne City                                                       | 22   |
| 2020-2021 | Jamie Maclaren                                                | Melbourne City                                                       | 25   |

### Statistiques
- En gras sont notés les joueurs encore en activité en A-League.

| Place | Joueur           | Nationalité      | Buts |
| ----- | ---------------- | ---------------- | ---- |
| 1     | Shane Smeltz     | Nouvelle-Zélande | 73   |
| 2     | Archie Thompson  | Australie        | 70   |
| 3     | Sergio van Dijk  | Pays-Bas         | 50   |
| 4     | Danny Allsopp    | Australie        | 42   |
| 5     | Mark Bridge      | Australie        | 41   |
| 6     | Travis Dodd      | Australie        | 39   |
| 7     | Alex Brosque     | Australie        | 38   |
| 4     | Besart Berisha   | Albanie          | 36   |
| 4     | Carlos Hernández | Costa Rica       | 36   |
| 4     | Sasho Petrovski  | Australie        | 36   |
| 4     | Matt Simon       | Australie        | 36   |
| 12    | Adam Kwasnik     | Australie        | 35   |
| 12    | Daniel McBreen   | Australie        | 35   |
| 14    | Jeremy Brockie   | Nouvelle-Zélande | 34   |
| 15    | Paul Ifill       | Barbade          | 32   |
| 16    | Joel Griffiths   | Australie        | 31   |
| 17    | Kevin Muscat     | Australie        | 28   |
| 18    | John Aloisi      | Australie        | 26   |
| 18    | Matt Thompson    | Australie        | 26   |
| 20    | Jamie Harnwell   | Australie        | 25   |
| 20    | Reinaldo         | Brésil           | 25   |

| Place | Joueur                | Nationalité      | Matchs |
| ----- | --------------------- | ---------------- | ------ |
| 1     | Matt Thompson         | Australie        | 207    |
| 2     | Travis Dodd           | Australie        | 185    |
| 3     | Danny Vukovic         | Australie        | 184    |
| 4     | Clint Bolton          | Australie        | 179    |
| 4     | John Hutchinson       | Malte            | 179    |
| 6     | Alex Wilkinson        | Australie        | 172    |
| 7     | Andrew Durante        | Nouvelle-Zélande | 171    |
| 8     | Terry McFlynn         | Irlande du Nord  | 169    |
| 9     | Massimo Murdocca      | Australie        | 166    |
| 9     | Michael Theoklitos    | Australie        | 166    |
| 11    | Nikolai Topor-Stanley | Australie        | 165    |
| 12    | Iain Fyfe             | Australie        | 163    |
| 12    | Archie Thompson       | Australie        | 163    |
| 14    | Mark Bridge           | Australie        | 161    |
| 15    | Eugene Galeković      | Australie        | 158    |
| 15    | Leo Bertos            | Nouvelle-Zélande | 158    |
| 17    | Tarek Elrich          | Australie        | 149    |
| 18    | Adam Kwasnik          | Australie        | 148    |
| 19    | Simon Colosimo        | Australie        | 149    |
| 19    | Steve Pantelidis      | Australie        | 149    |

### Affluences moyennes
| Année             | Nombre de spectateurs | Affluence Moyenne |
| ----------------- | --------------------- | ----------------- |
| 2005-2006         | 1 046 558             | 11 628            |
| 2006-2007         | 1 262 232             | 14 025            |
| 2007-2008         | 1 381 362             | 15 348            |
| 2008-2009         | 1 166 710             | 12 963            |
| 2009-2010         | 1 483 199             | 10 445            |
| 2010-2011         | 1 512 479             | 8 793             |
| 2011-2012         | 1 536 231             | 10 819            |
| 2012-2013         | 1 772 133             | 12 658            |
| 2013-2014         | 1 887 006             | 13 479            |
| 2014-2015         | 1 826 776             | 13 048            |
| 2015-2016         | 1 778 844             | 12 706            |
| 2016-2017         | 1 771 014             | 12 650            |
| 2017-2018         | 1 527 878             | 10 913            |
| 2018-2019         | 1 522 770             | 10 877            |
| 2019-2020 (covid) | 1 085 734             | 8 617             |
| 2020-2021 (covid) | 892 122               | 5 682             |
| 2021-2022 (covid) | 896 242               | 5 602             |
| 2022-2023         | 1 302 622             | 7 992             |
| 2023-2024         | 1 446 210             | 8 558             |

### Palmarès de la National Soccer League
| Année     | Vainqueur             | Finaliste           | Score                | Lieu de la finale              | Saison régulière                                | Bilan V-N-D                                     |
| --------- | --------------------- | ------------------- | -------------------- | ------------------------------ | ----------------------------------------------- | ----------------------------------------------- |
| 1977      | Eastern Suburbs       | Marconi Fairfield   | Championnat          | Championnat                    | Championnat                                     | 13-11-2                                         |
| 1978      | West Adélaïde         | Eastern Suburbs     | Championnat          | Championnat                    | Championnat                                     | 16-4-6                                          |
| 1979      | Marconi Fairfield     | Heidelberg United   | Championnat          | Championnat                    | Championnat                                     | 15-6-5                                          |
| 1980      | Sydney City           | Heidelberg United   | Championnat          | Championnat                    | Championnat                                     | 16-5-5                                          |
| 1981      | Sydney City (2)       | South Melbourne     | Championnat          | Championnat                    | Championnat                                     | 19-5-6                                          |
| 1982      | Sydney City (3)       | Saint-George Saints | Championnat          | Championnat                    | Championnat                                     | 20-5-5                                          |
| 1983      | Saint-George Saints   | Sydney City         | Championnat          | Championnat                    | Championnat                                     | 15-10-5                                         |
| 1984      | South Melbourne       | Sydney Olympic      | 2-1/2-1              | Aller-Retour                   | Sydney City (Nord), South Melbourne (Sud)       | Sydney City (Nord), South Melbourne (Sud)       |
| 1985      | Brunswick Juventus    | Sydney City         | 1-0/1-0              | Aller-Retour                   | Sydney City (Nord), South Melbourne (Sud)       | Sydney City (Nord), South Melbourne (Sud)       |
| 1986      | Adélaïde City         | Sydney Olympic      | 0-1/3-1              | Aller-Retour                   | Sydney Croatia (Nord), Brunswick Juventus (Sud) | Sydney Croatia (Nord), Brunswick Juventus (Sud) |
| 1987      | APIA Leichhardt       | Preston Lions       | Championnat          | Championnat                    | Championnat                                     | 13-9-2                                          |
| 1988      | Marconi Fairfield (2) | Sydney Croatia      | 2-2 a.p. (3-2 t.a.b) | Inconnu                        | Wollongong Wolves                               | 13-8-5                                          |
| 1989      | Marconi Fairfield (3) | Sydney Olympic      | 1-0 a.p.             | Parramatta Stadium, Parramatta | Marconi Fairfield                               | 16-6-4                                          |
| 1989-1990 | Sydney Olympic        | Marconi Fairfield   | 2-0                  | Inconnu                        | Marconi Fairfield                               | 16-6-4                                          |
| 1990-1991 | South Melbourne (2)   | Melbourne Croatia   | 1-1 a.p. (5-4 t.a.b) | Inconnu                        | Melbourne Croatia                               | 15-7-4                                          |
| 1991-1992 | Adélaïde City (2)     | Melbourne Croatia   | 0-0 a.p. (4-2 t.a.b) | Olympic Park, Melbourne        | Melbourne Croatia                               | 14-7-4                                          |
| 1992-1993 | Marconi Fairfield (4) | Adélaïde City       | 1-0                  | Inconnu                        | South Melbourne                                 | 18-4-4                                          |
| 1993-1994 | Adélaïde City (3)     | Melbourne Knights   | 1-0                  | Inconnu                        | Melbourne Knights                               | 16-5-5                                          |
| 1994-1995 | Melbourne Knights     | Adélaïde City       | 2-0                  | Hindmarsh Stadium, Adélaïde    | Melbourne Knights                               | 16-2-2                                          |
| 1995-1996 | Melbourne Knights (2) | Marconi Fairfield   | 2-1                  | Olympic Park, Melbourne        | Marconi Fairfield                               | 17-9-7                                          |
| 1996-1997 | Brisbane Strikers     | Sydney United       | 2-0                  | Suncorp Stadium, Brisbane      | Sydney United                                   | 17-5-4                                          |
| 1997-1998 | South Melbourne (3)   | Carlton             | 2-1                  | Olympic Park, Melbourne        | South Melbourne                                 | 13-9-4                                          |
| 1998-1999 | South Melbourne (4)   | Sydney United       | 3-2                  | Olympic Park, Melbourne        | Sydney United                                   | 18-4-6                                          |
| 1999-2000 | Wollongong Wolves     | Perth Glory         | 3-3 a.p. (7-6 t.a.b) | Subiaco Oval, Perth            | Perth Glory                                     | 19-7-8                                          |
| 2000-2001 | Wollongong Wolves (2) | South Melbourne     | 2-1                  | Parramatta Stadium, Parramatta | South Melbourne                                 | 21-6-3                                          |
| 2001-2002 | Sydney Olympic (2)    | Perth Glory         | 1-0                  | Subiaco Oval, Perth            | Perth Glory                                     | 16-7-1                                          |
| 2002-2003 | Perth Glory           | Sydney Olympic      | 2-0                  | Subiaco Oval, Perth            | Sydney Olympic                                  | 16-3-5                                          |
| 2003-2004 | Perth Glory (2)       | Parramatta Power    | 1-0 a.p.             | Parramatta Stadium, Parramatta | Perth Glory                                     | 18-3-3                                          |

### Bilan
| Rang | Club                | Titres | Finalistes |
| ---- | ------------------- | ------ | ---------- |
| 1    | Marconi Fairfield   | 4      | 3          |
| 2    | South Melbourne     | 4      | 2          |
| 3    | Sydney City         | 3      | 2          |
| 3    | Adélaïde City       | 3      | 2          |
| 4    | Sydney Olympic      | 2      | 4          |
| 5    | Melbourne Knights   | 2      | 3          |
| 6    | Perth Glory         | 2      | 2          |
| 7    | Wollongong Wolves   | 2      | 0          |
| 8    | Eastern Suburbs     | 1      | 1          |
| 8    | Saint-George Saints | 1      | 1          |
| 9    | West Adélaïde       | 1      | 0          |
| 9    | Brunswick Juventus  | 1      | 0          |
| 9    | APIA Leichhardt     | 1      | 0          |
| 9    | Brisbane Strikers   | 1      | 0          |
| 10   | Sydney United       | 0      | 3          |
| 11   | Heidelberg United   | 0      | 2          |
| 12   | Preston Lions       | 0      | 1          |
| 12   | Carlton SC          | 0      | 1          |
| 12   | Parramatta Power    | 0      | 1          |

## Identité visuelle

Ancien logo.
Ancien logo.